# Eveline Crone
Eveline Adriana Maria Crone (Schiedam, 23 oktober 1975) is een Nederlandse hoogleraar neurocognitieve ontwikkelingspsychologie aan de Universiteit Leiden, waar ze leiding geeft aan de afdeling Ontwikkelings- en Onderwijspsychologie van het Instituut Psychologie. Per 1 april 2020 werd Crone benoemd tot hoogleraar 'Developmental Neuroscience in Society' bij de Erasmus School of Social and Behavioural Sciences aan de Erasmus Universiteit Rotterdam.

## Opleiding
Crone studeerde aan de Universiteit van Amsterdam (UvA) en de Universiteit van Pittsburgh. In 2003 promoveerde ze cum laude aan de UvA in de ontwikkelingspsychologie. Zes jaar later werd ze hoogleraar in Leiden.

## Onderzoek
Crone verwacht dat de adolescentie een positieve invloed heeft op de sociale ontwikkeling. Zo denkt zij dat adolescenten beter leren samenwerken, delen en helpen. Deze hypothese onderzoekt Crone met een Consolidator Grant van de European Research Council (ERC) 2016-2021.
Adolescenten zijn extra gevoelig voor andermans mening. Dat komt door hun veranderend zelfbeeld. Verschillende aspecten van het zelfbeeld zijn aanwijsbaar in het brein. Hoe deze hersengebieden zich ontwikkelen in adolescenten onderzoekt Crone met een Vici-beurs van de Nederlandse Organisatie voor Wetenschappelijk Onderzoek (NWO) 2015-2020.
Braintime, hersenen in groei is de documentaire over een groot en uniek onderzoeksproject in het Brain and Development Lab van Crone. Daar is de hersenontwikkeling van bijna 300 jongeren gedurende vijf jaar gevolgd. Het onderzoek spitste zich toe op leren, risicogedrag en vriendschapsvorming, mogelijk gemaakt met een ERC Starting Grant 2011-2016.

## Advies
In 2017 werd Crone lid van de Scientific Council van de European Research Council (ERC) en van de Sociaal-Wetenschappelijke Raad (SWR) van de Koninklijke Nederlandse Akademie van Wetenschappen (KNAW).
Samen met drie andere vooraanstaande vrouwelijke hoogleraren, Ineke Sluiter, Judi Mesman en Naomi Ellemers, zette ze in 2005 Athena's Angels op, een organisatie die zich inzet voor de belangen van vrouwen in de wetenschap.

## Erkenning
- 2009: Huibregtsenprijs voor baanbrekend onderzoek 'Puberhersenen eindelijk gefileerd'.[7]
- 2017: Ammodo KNAW award
- 2017: Dr. Hendrik Muller Prijs voor de gedrags- en maatschappijwetenschappen
- 2017: Spinozapremie[8]
- 2017: Meest invloedrijke vrouw van Nederland in de categorie onderwijs en wetenschap in de Opzij Top 100 van het feministische maandblad Opzij

## Publicaties
- 2012 - (en) Understanding adolescence as a period of social-affective engagement and goal flexibility. Nature Reviews Neuroscience: 636-650. PMID 22903221. DOI: 10.1038/nrn3313. , samen met Ronald E. Dahl
- 2008 - Het puberende brein. Over de ontwikkeling van de hersenen in de unieke periode van de adolescentie (ISBN 9789035132696)
- 2012 - Het sociale brein van de puber (ISBN 9789035137714)
- 2024 - Generatie zelfvertrouwen. De ontwikkeling van een gezond zelfbeeld bij jongeren, samen met Renske Cruijsen[9]